# 129125 Chrisvoth
129125 Chrisvoth este o planetă minoră (asteroid), cu un diametru de 4,372 km, din centura de asteroizi. A fost descoperită pe 15 decembrie 2004 la Catalina Station⁠(d) de Catalina Sky Survey. 
Obiectul prezintă o orbită caracterizată de o semiaxă mare de 2,9686847736052 UAi, o excentricitate de 0,09, o înclinație de 9,2 ° în raport cu ecliptica.